# Salamun Bahri
Salamun Bahri (arab. سلامون بحري) – miejscowość w Egipcie, w muhafazie Al-Minufijja. W 2006 roku liczyła 4304 mieszkańców.